# パルミラのアウレリアーノ

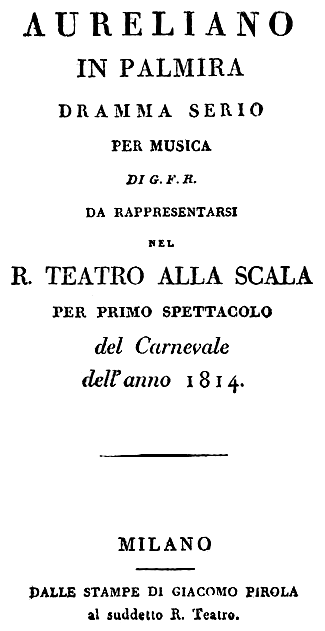
1814年ミラノ公演時のリブレット

『パルミラのアウレリアーノ』（イタリア語: Aureliano in Palmira）は、ジョアキーノ・ロッシーニによる2幕のオペラ・セリア。フェリーチェ・ロマーニがリブレットを書き、1813年12月にミラノのスカラ座で初演された。
3世紀、軍人皇帝時代のローマ皇帝アウレリアヌスが、女王ゼノビアの治めるパルミラを征服した史実をもとにしている。

## 概要
1813年にヴェネツィアで『タンクレーディ』と『アルジェのイタリア女』の上演に成功して名声を確立したロッシーニは、1813年末から1814年夏までミラノに移り、スカラ座のために従来作の再演と新作の披露を行った。
『パルミラのアウレリアーノ』の元になったのはパスクワーレ・アンフォッシ作曲、ガエターノ・セルトルのリブレットによる『パルミラのゼノビア』（1790年にヴェネツィアのカーニバルで初演）であり、このリブレットを当時25歳のフェリーチェ・ロマーニが改変したものを使用している。また、同じ台本によったパイジエッロの作品（1790年初演）も利用している。1813年12月26日にスカラ座で初演された。
作品の2人の男性主役のうち、ペルシアの王子アルサーチェ役にカストラートのジョヴァンニ・バッティスタ・ヴェッルーティを起用した。この作品はロッシーニがカストラートを使った唯一のオペラ作品である（ただし1822年のカンタータ『真実の敬意 (Il vero omaggio』でもヴェッルーティを使用している）。タイトルロールのアウレリアーノには若いテノール歌手のジョヴァンニ・ダヴィドを予定していたが天然痘に罹患したために急に取りやめになった。初日の失敗の原因は歌手の出来の悪さに原因があったようである。
スカラ座では初日こそ失敗だったようだが、14回上演されている。また他の場所の再演では成功したようだ。1814年から1831年までイタリア内外各地で継続的に再演された。その後いったん忘れ去られたが、1980年にジェノヴァで再演された。
後にロッシーニはこのオペラの素材を他の作品に使いまわした。特に有名なのが『セビリアの理髪師』であり、序曲がそのまま再利用されているほか、冒頭の合唱は伯爵の「空はほほえみ」に転用されている、他にも共通する曲がある。序曲その他は『イングランドの女王エリザベッタ』にも再利用されている。

## 登場人物
- アウレリアーノ（テノール） - ローマ皇帝。パルミラを倒してその女王ゼノビアを我が物としようとする。
- ゼノビア（ソプラノ）- パルミラの女王。
- アルサーチェ（カストラート、再演ではアルト）- ペルシアの王子、ゼノビアと愛しあう。名前はパルティアのアルサケス家に由来。
- プブリア（ソプラノ）- ペルシアに敗北した前ローマ皇帝（ウァレリアヌス）の娘で、捕虜になっていたが解放される。ひそかにアルサーチェを愛する。
- オラスペ（テノール）- パルミラの将軍。
- リチニオ（バス）- ローマのトリブヌス（軍指揮官）。
- イシスの大祭司（バス）

## あらすじ

### 第1幕

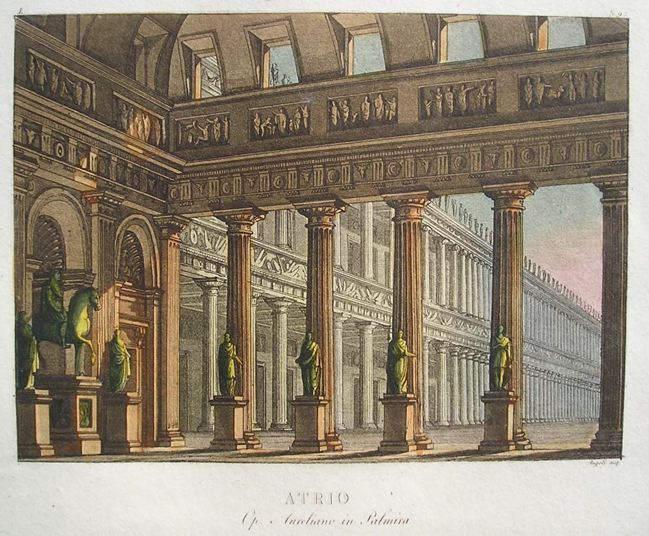
初演時の第1幕の舞台デザイン

パルミラのイシス神殿で人々が祈っている（合唱「Sposa del grande Osiride」）。大祭司が現れ、凶兆が出たことを告げる。ゼノビアとアルサーチェは人々を励まし、ふたりの愛がイシス神を感動させることを願う（二重唱「Se tu m'ami, o mia regina」）。遠い軍隊ラッパの音とともにオラスペが登場し、ローマ軍がパルミラに迫っていることを告げると、アルサーチェはゼノビアとの別れを惜しんだ後に迎撃に向かう。大祭司はローマが勝利する運命にあることを知りつつも神の加護を祈る（「Stava, dirà la terra」）。
ローマ軍がペルシア軍との戦いに勝利し、兵士たちはアウレリアーノを讃える。捕虜となったアルサーチェに向かい、ペルシアがローマを裏切ってパルミラ側についたのはアルサーチェが恋に盲目になったためだとアウレリアーノは非難し、ゼノビアと縁を切るように要求するが、アルサーチェは拒絶する（二重唱「Pensa che festi a Roma」）。
アウレリアーノはペルシアに捕えられていたローマ人を解放する。そのひとりプブリアはひそかにアルサーチェを愛していた。ゼノビアがアウレリアーノのもとに現れ、保釈金を出すからアルサーチェを解放するようにと頼むが、アウレリアーノは拒絶する。人々はゼノビアに降伏を勧めるが、ゼノビアは拒絶する（「Là pugnai; la sorte arrise」）。
岩屋に幽閉されたアルサーチェはひとり嘆く（「Eccomi, ingiusti numi」）。そこへゼノビアが面会に来る（二重唱「Va': m'abbandona, e serba」）。アウレリアーノが登場し、ゼノビアとの縁を切るならばアルサーチェを解放すると言うが、ふたりは拒絶する。

### 第2幕

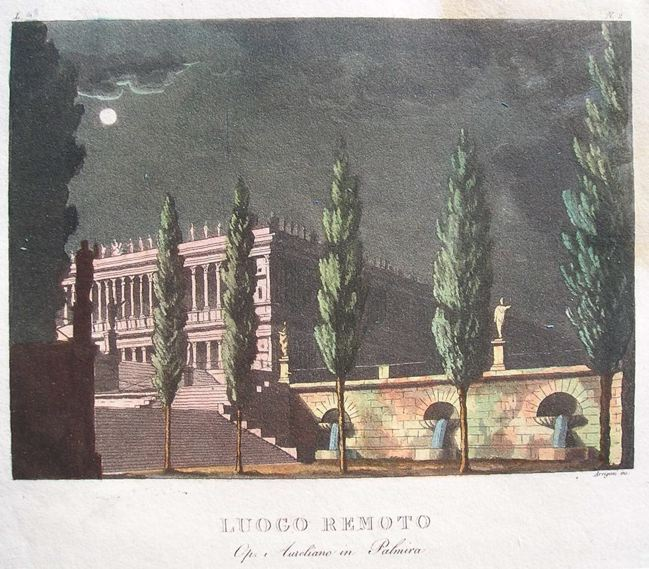
初演時の第2幕の舞台デザイン

パルミラは陥落し、人々は捕虜になる（合唱「Del Cielo, ahi miseri!」）。アウレリアーノはゼノビアに言いよるが、ゼノビアはあくまで拒絶する（二重唱「Se libertà t'è cara」）。リチニオとプブリアがやってきて、アルサーチェが脱走したと告げる。
ユーフラテス川の岸辺で羊飼いたちが歌う中、逃亡中のアルサーチェは自然を賛美する（「Perchè mai le luci aprimmo」）。しかしオラスペがやってきてゼノビアが捕虜になったことを告げると戦いを決意する。
アルサーチェの軍が攻めてきたと聞いたアウレリアーノは怒って迎撃にむかう（「Più non vedrà quel perfido」）。ふたたび敗北して逃走中のアルサーチェのもとに、オラスペに導かれてゼノビアがやってくる（二重唱「Mille sospiri e lagrime」）。ローマ軍に捕えられそうになったふたりは心中を図るが、アウレリアーノが止めにはいり、ふたりを引きはなす。
プブリアはアルサーチェを救うために自分の愛はあきらめようと決意し（「Non mi lagno che il mio bene」）、アウレリアーノに向かってふたりに慈悲をかけるように提言する。他の人々も慈悲を求める。アウレリアーノはふたりを呼んで、ローマに忠誠を誓うならばパルミラの統治を続けることを許す。アウレリアーノ、ゼノビア、アルサーチェの三重唱で幕が降りる。